# Andrea Antico
Andrea Antico, także Antiquus, Anticho, Antigo, De Antiquis (ur. około 1470–1480 w Montonie, zm. po 1539) – włoski drzeworytnik, drukarz, wydawca i kompozytor.

## Życiorys

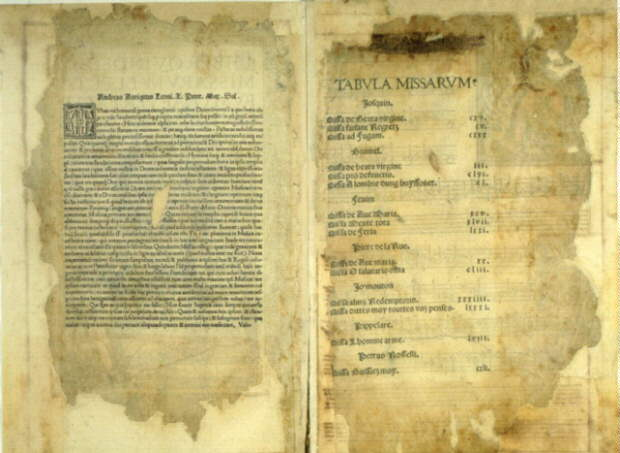
Strona z Liber quindecimus missarum electarum (1516)

Początkowo przebywał w Wenecji, następnie około 1509 roku przeniósł się do Rzymu, gdzie działał jako wydawca. Drukował z przygotowanych przez siebie drzeworytów i metalorytów wydawnictwa muzyczne u Marcello Silbera, następnie prowadził własną drukarnię. Od 1517 roku drukował także z wykorzystaniem ruchomej czcionki. 27 stycznia 1516 roku otrzymał od papieża Leona X przywilej na drukowanie muzyki wielogłosowej, a 27 grudnia tegoż roku papieskie brewe, na mocy którego przejął niewykorzystany przez Ottaviano Petrucciego przywilej na druk tabulatur organowych. W Rzymie wydał m.in. Liber quindecimus missarum electarum (1516), zawierający m.in. 3 msze Josquina des Prés, 2 msze Pierre’a de la Rue i 3 msze Brumela, a w 1517 roku pierwszą włoską tabulaturę organową pt. Frottole intabulate da sonare organi libro primo.
Po odstąpieniu swojej rzymskiej drukarni przeniósł się do Wenecji, gdzie w latach 1520–1521 we współpracy z Antonio Giuntą i Antonio Torresano wydawał zbiory pieśni, frottoli, motetów i mszy. W latach 30. XVI wieku nawiązał współpracę z Ottaviano Scotto, który między 1533 a 1539 rokiem wydał za pomocą sporządzanych przez Antico drzeworytów m.in. zbiory madrygałów Philippe’a Verdelota i Jakoba Arcadelta, a także motety Adriana Willaerta.
Skomponował kilka frottoli, które ukazały się w zbiorach Petrucciego, a później w jego własnych wydawnictwach Canzoni nove (Rzym 1510) i Frottole (Rzym 1517).